# Kameoka
Kameoka (jap. 亀岡市 Kameoka-shi) – miasto w Japonii, na wyspie Honsiu, w prefekturze Kioto.

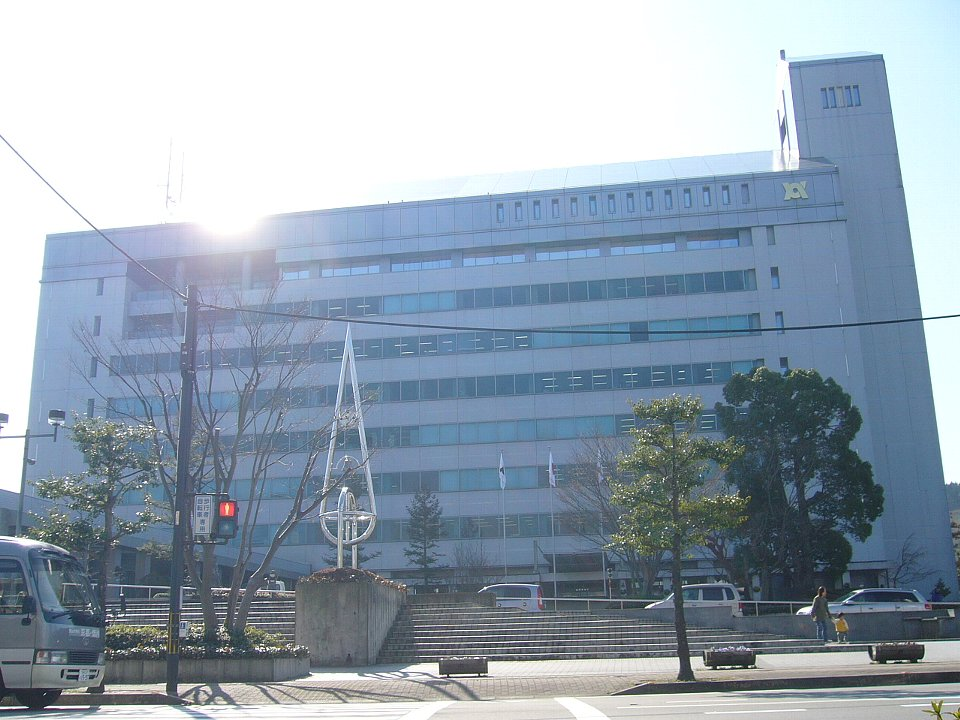
Kameoka, ratusz

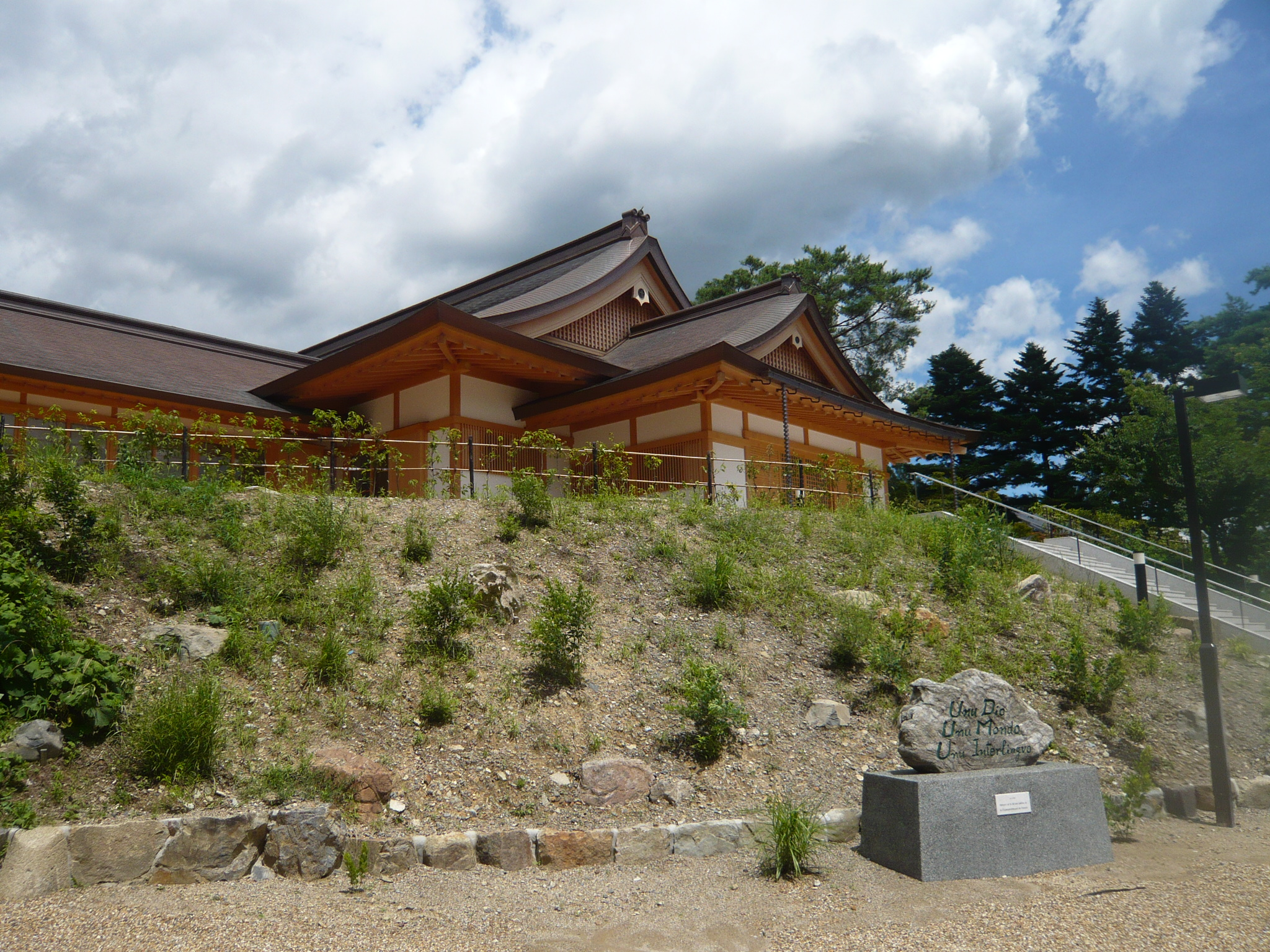
Kameoka, Centralne Biuro Ōmoto i pomnik "Unu Dio, Unu Mondo, Unu Interlingvo" / "Jeden Bóg, Jeden Świat, Jeden Wspólny Język" / ale na pomniku tekst jest tylko w języku esperanto

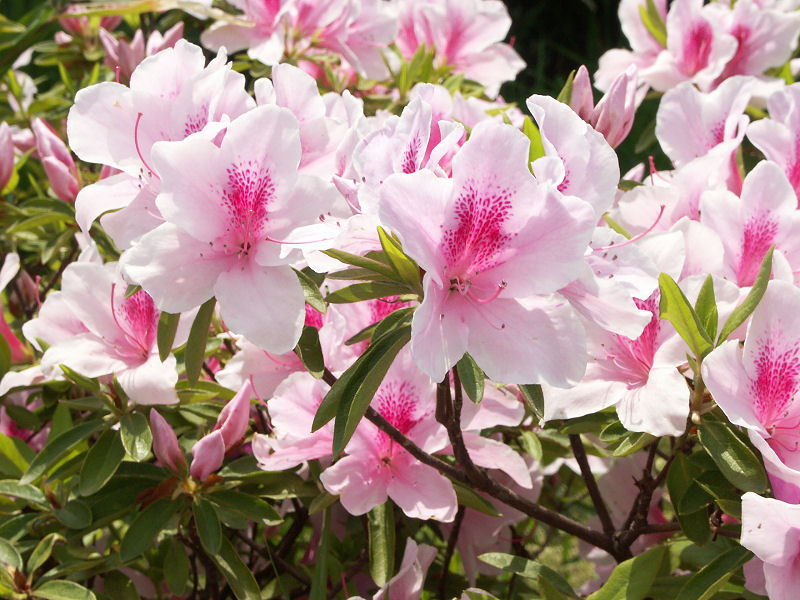
Rododendron, jest wizytówką miasta

W Kameoka mieści się Centrum Misyjne Religii Ōmoto. Ōmoto do kontaktów zagranicznych przyjęło język esperanto stworzony przez Ludwika Zamenhofa. Na terenie rozległego parku usytuowane są świątynie, biura, hostele, drukarnia, wydawnictwo oraz szkoły gdzie odbywają się m.in. stacjonarne kursy języka międzynarodowego esperanto.

## Położenie
Miasto leży w środkowej części prefektury Kioto. Sąsiaduje z miastami: 

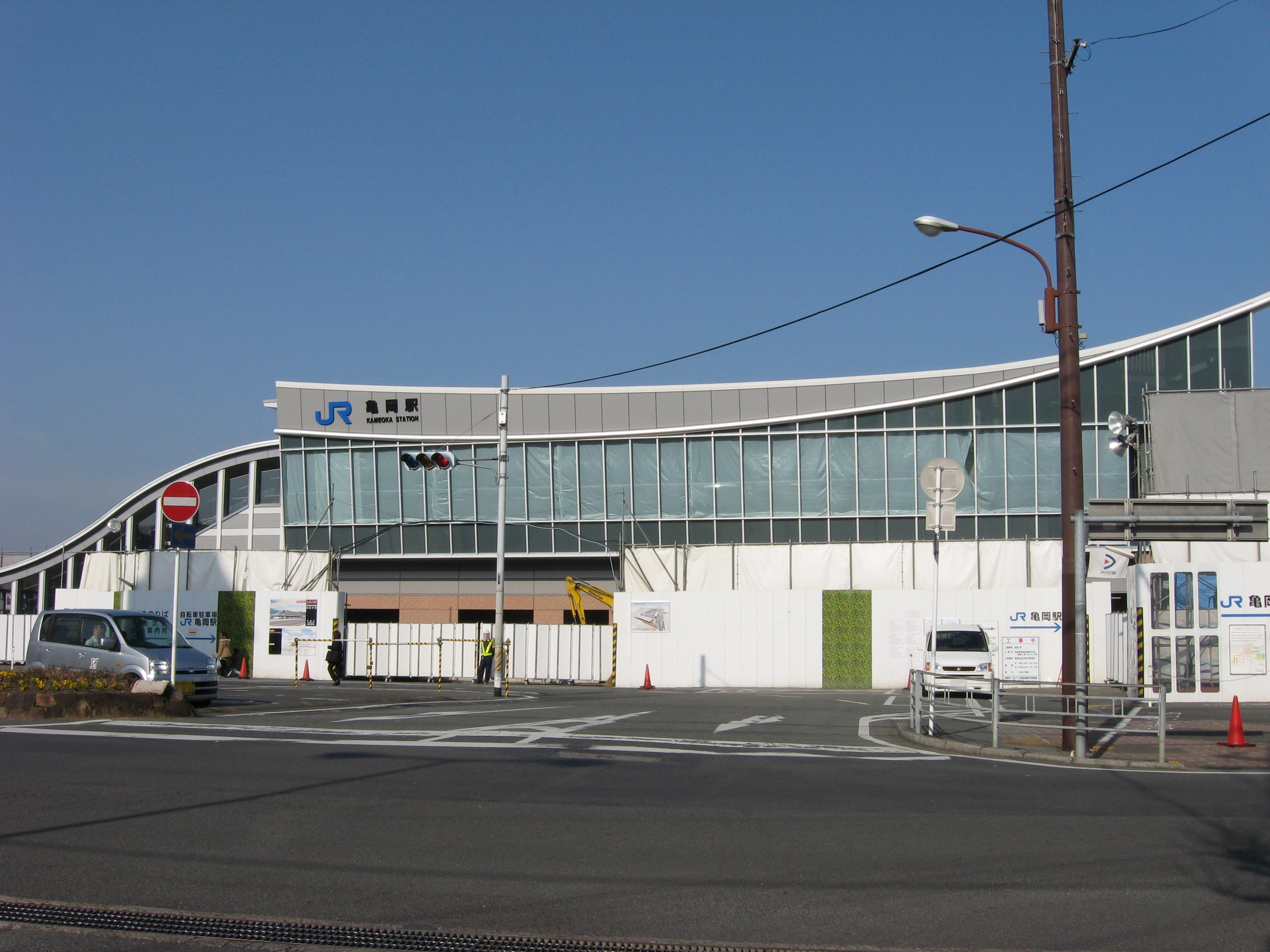
Kameoka, dworzec kolejowy

- Kioto
- Nantan
- Ibaraki
- Takatsuki

## Historia
Do 1869 miejscowość nazywała się Kameyama.
Miasto powstało 1 stycznia 1955 roku.

### Galeria

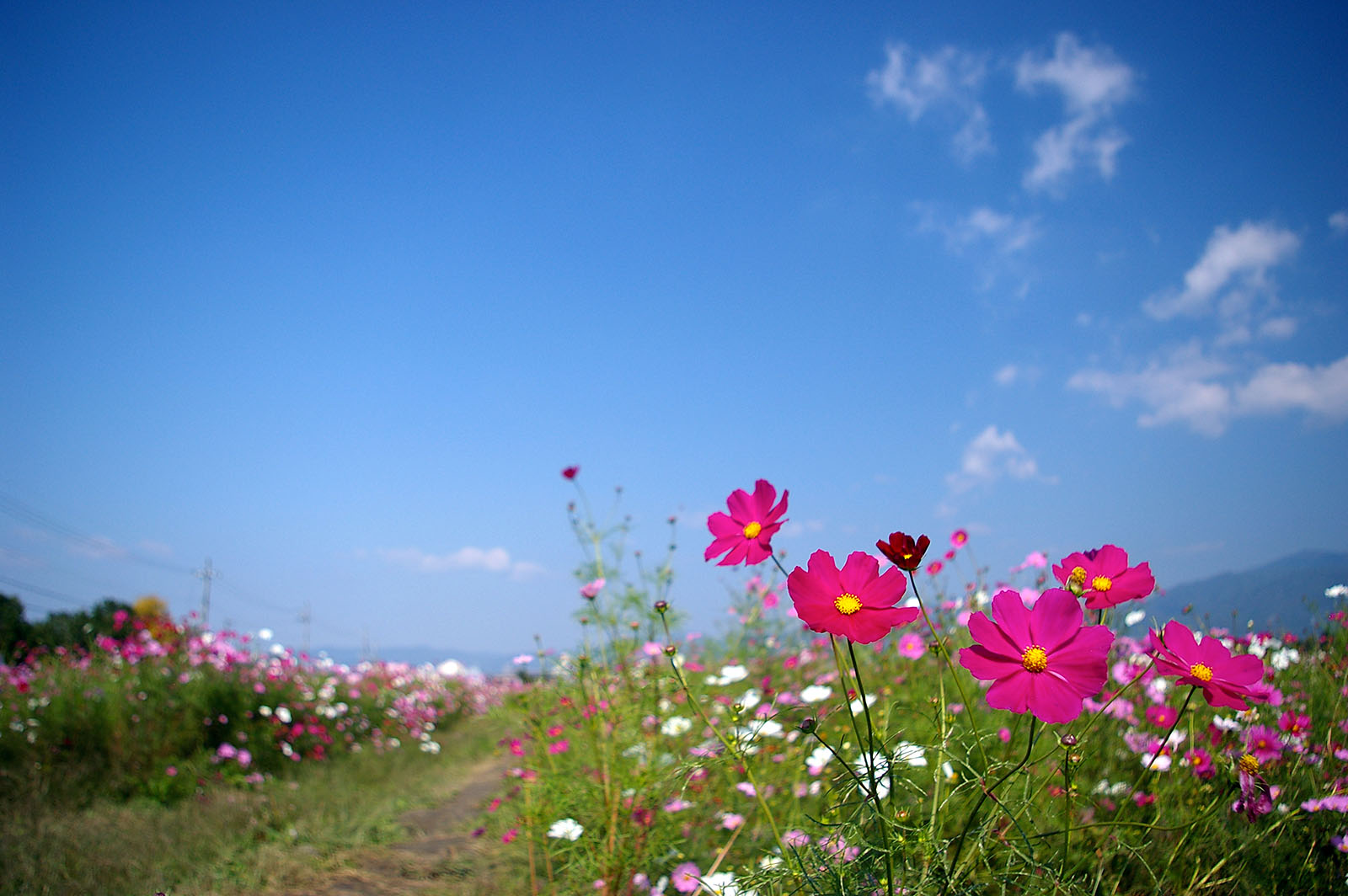
Kameoka, Kosmo-park
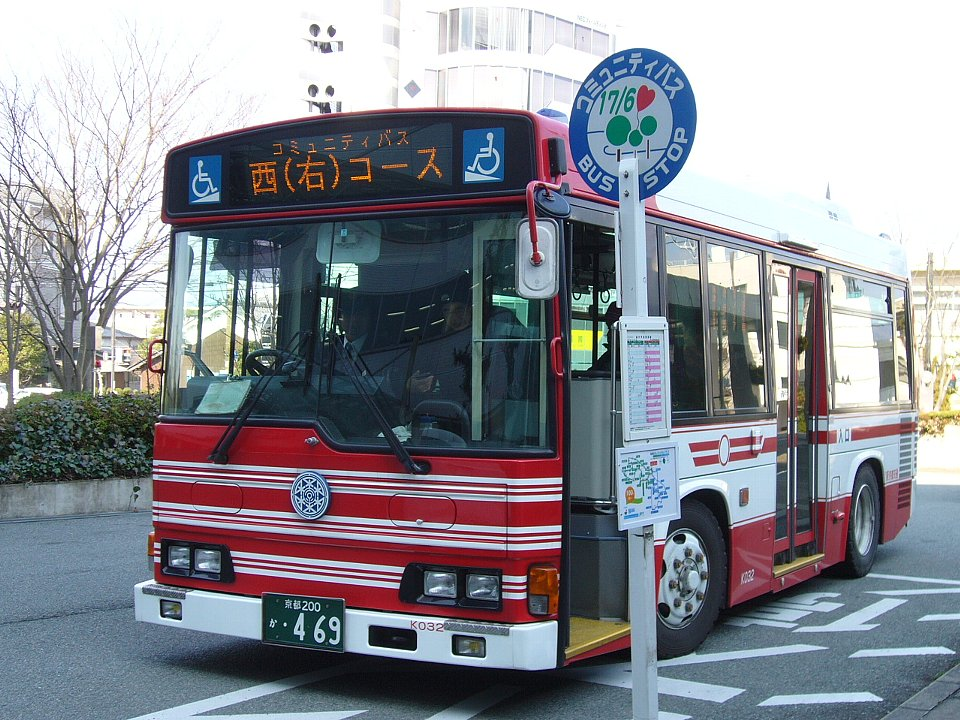
Kameoka - transport miejski

## Miasta partnerskie
- Suzhou
- Stillwater
- Knittelfeld
- Jandira